# Diplotomma murorum
Diplotomma murorum är en lavart som först beskrevs av A. Massal., och fick sitt nu gällande namn av Coppins. Diplotomma murorum ingår i släktet Diplotomma och familjen Physciaceae.   Inga underarter finns listade i Catalogue of Life.